# ناپدید شدن تارا کالیکو
تارا لی کالیکو (زاده ۲۸ فوریه ۱۹۶۹)  یک زن آمریکایی است که در نزدیکی خانه خود در بلن، نیومکزیکو ، در ۲۰ سپتامبر ۱۹۸۸ ناپدید شد. به طور گسترده اعتقاد بر این است که او ربوده شده است. در ژوئیه ۱۹۸۹، یک عکس پولاروید از یک زن و پسر جوان ناشناس، با دهان بسته پس از پیدا شدن در پارکینگ فروشگاهی در پورت سن جو، فلوریدا، برای عموم پخش شد. دوستان خانواده فکر کردند که این زن شبیه کالیکو است و با مادرش تماس گرفتند و سپس با بازرسان ملاقات کرد و پولاروید را بررسی کرد. او پس از در نظر گرفتن «زمان، رشد و عدم آرایش» معتقد بود که این دخترش است و خاطرنشان کرد که جای زخم روی پای این زن با جای زخمی که کالیکو داشت یکسان است. اسکاتلند‌یارد عکس را بررسی کرد و به این نتیجه رسید که این زن کالیکو است، اما تجزیه و تحلیل دوم توسط آزمایشگاه ملی لوس آلاموس مخالفت کرد. تجزیه و تحلیل اف‌بی‌آی از عکس نیز حاصلی نداشت.
پرونده کالیکو در برنامه های تلویزیونی مانند یک امر جاری، اسرار حل نشده و تحت تعقیب‌ترین‌های آمریکا پوشش گسترده‌ای دریافت کرد. همچنین در شوی اپرا وینفری و ۴۸ ساعت پوشش داده شد. 

## ناپدیدشدن
روز سه‌شنبه، ۲۰ سپتامبر ۱۹۸۸، کالیکو حدود ساعت ۹:۳۰ صبح از خانه خود خارج شد تا به دوچرخه سواری روزانه خود در امتداد جاده ایالتی نیومکزیکو ۴۷ برود.  او تقریباً هر روز صبح آن مسیر را طی می‌کرد و گاهی مادرش پتی دوئل نیز او را همراهی می‌کرد. با این حال، مادرش پس از اینکه احساس کرد توسط یک راننده آزار تعقیب قرار گرفته است، از سواری با کالیکو دست کشید. او به دخترش توصیه کرد که به همراه داشتن اسپری میس فکر کند، اما کالیکو به این ایده توجه نکرد.  صبح روزی که کالیکو ناپدید شد، به دوئل گفته بود که اگر تا ظهر خانه نیست بیاید و او را بیاورد، زیرا او قصد داشت ساعت ۱۲:۳۰ با دوست پسرش تنیس بازی کند. وقتی دخترش برنگشت، دوئل به دنبال او در مسیر دوچرخه‌سواری معمول کالیکو رفت، اما نتوانست او را پیدا کند. او سپس با پلیس تماس گرفت. بعداً قطعاتی از واکمن سونی کالیکو و یک نوار کاست در کنار جاده کشف شد. دوئل معتقد بود که ممکن است آنها را رها کرده باشد تا رد خود را مشخص کند.  چند نفر کالیکو را در حال دوچرخه سواری دیدند. هیچ‌کس شاهد ربوده شدن احتمالی او نبود، اگرچه چندین شاهد یک وانت رنگ روشن (احتمالاً یک فورد ۱۹۵۳)  را مشاهده کردند که یک کمپر شل را از نزدیک پشت سر او دنبال می‌کرد.  

## عکس‌ها

### وانت تویوتا

دو فرد ناشناس که در عکس پولاروید دیده شدند در ژوئن ۱۹۸۹ پیدا شدند. برخی افراد معتقدند که آن دختر کالیکو است. پسری که در پس زمینه است ناشناس باقی مانده است.

در ۱۵ ژوئن ۱۹۸۹، یک عکس پولاروید از یک زن جوان و یک پسر ناشناس، که هر دو با نوار چسب سیاه بسته شده بودند و به ظاهر بسته شده بودند، در پارکینگ یک فروشگاه رفاهی در پورت سنت جو، فلوریدا کشف شد. زنی که این عکس را پیدا کرد گفت که این عکس در یک پارکینگ بود که وقتی به فروشگاه رسید یک وانت باری سفید رنگ تویوتا بدون پنجره پارک شده بود. او گفت که ون توسط مردی سبیل‌دار که به نظر می رسد ۳۰ سال دارد رانده می‌شود. پلیس راه‌هایی را برای رهگیری خودرو ایجاد کرد، اما این مرد هرگز شناسایی نشد. به گفته مقامات پولاروید، این عکس باید بعد از می ۱۹۸۹ گرفته شده زیرا فیلم خاصی که در عکس استفاده شده بود تا آن زمان در دسترس نبود.
این عکس در ماه جولای از برنامه یک امر جاری پخش شد و دوستانی که نمایش را دیده بودند و فکر می‌کردند که این زن شبیه کالیکو است با دوئل تماس گرفتند. بستگان مایکل هنلی، همچنین از نیومکزیکو، که در آوریل ۱۹۸۸ ناپدید شده بود، این قسمت برنامه را دیدند و گفتند که اعتقاد دارند که او همان پسر در عکس است. والدین دوئل و هنلی هر دو با بازرسان ملاقات کردند و پولاروید را بررسی کردند. دوئل گفت که او «متقاعد شده» که کالیکو است. او همچنین خاطرنشان کرد که جای زخم روی پای این زن مشابه زخمی است که کالیکو در یک تصادف رانندگی پیدا کرده بود. علاوه بر این، یک نسخه جلد شومیز از کتاب آدرینای عزیز من نوشته وی سی اندروز که گفته می‌شود یکی از کتاب‌های مورد علاقه کالیکو است، در کنار این زن دیده می‌شود. اسکاتلندیارد عکس را تجزیه و تحلیل کرد و به این نتیجه رسید که این زن کالیکو است، اما تجزیه و تحلیل دوم توسط آزمایشگاه ملی لوس آلاموس با این نظر مخالفت کرد.  تجزیه و تحلیل اف‌بی‌آی از عکس ثمری نداشت.
مادر هنلی گفت که او «تقریبا مطمئن است» که مایکل در پولاروید است. شناسایی پسر در عکس به عنوان هنلی بسیار بعید تلقی می‌شود: بقایای او در ژوئن ۱۹۹۰ در فاصله حدود ۷ مایل (۱۱ کیلومتر)کوه‌های زونی کشف شد. از محل کمپینگ خانواده‌اش که از آنجا ناپدید شده بود و ۷۵ مایل (۱۲۱ کیلومتر) از جایی که کالیکو ناپدید شد. پلیس بر این باور است که هنلی سرگردان شد و متعاقباً در اثر در معرض مرگ قرار گرفت. 

### عکس‌های دیگر
در سال ۲۰۰۹، بیست سال پس از پیدا شدن و به اشتراک گذاری عکس پولاروید توسط رسانه ها، تصاویر پسری برای رئیس پلیس بندر سنت جو، دیوید بارنز، فرستاده شد. او دو نامه با مهر پست در ۱۰ ژوئن و ۱۰ آگوست ۲۰۰۹ از البوکرکی دریافت کرد. یک نامه حاوی عکسی از پسر جوانی با موهای قهوه‌ای شنی بود که روی کاغذ کپی چاپ شده بود. شخصی یک نوار مشکی با جوهر روی عکس روی دهان پسرک کشیده بود، گویی مانند عکس سال ۱۹۸۹ با نوار پوشانده شده بود. نامه دوم حاوی تصویر اصلی پسر بود. در ۱۲ اوت، روزنامه استار در پورت سنت جو نامه سومی را دریافت کرد که در ۱۰ اوت در البوکرکی نیز مهر پست شد و همان تصویر پسری را به تصویر می‌کشد که نشانگر سیاه روی دهانش کشیده شده بود. همسان بودن این پسر با عکس قبلی تایید نشده است. هیچ یک از نامه ها حاوی آدرس برگشت یا یادداشتی نبود که نشان‌دهنده هویت کودک باشد، و باعث شد مقامات آنجا فکر کنند که ممکن است ارتباطی با ناپدید شدن تارا کالیکو داشته باشد. نامه‌ها در همان زمان ارسال شد که یک روانشناس خودخوانده در مورد کالیکو تماس گرفت و گفت که او با یک فراری در کالیفرنیا ملاقات کرده است که با او در یک باشگاه استریپ کار می‌کرد. این دختر در نهایت به قتل رسید. تماس گیرنده گفت که خواب دیده است که نشان می‌دهد ممکن است فرد فراری کالیکو بوده باشد و ممکن است در کالیفرنیا دفن شود. جستجوها به هیچ کشفی منجر نشد. این عکس‌ها به امید یافتن اثر انگشت یا شواهد احتمالی دی‌ان‌ای برای تحقیقات بیشتر در اختیار اف‌بی‌آی قرار گرفت. 
دو عکس دیگر از پولاروید، احتمالاً از کالیکو، طی سال‌ها ظاهر شده‌اند. اولین مورد در نزدیکی یک کارگاه ساختمانی در مونته سیتو، کالیفرنیا پیدا شد و عکسی تار از صورت دختری است که نوار دهانش را پوشانده و پارچه‌ای راه راه آبی روشن پشت او، «شبیه به بالش در عکس ون تویوتا» است. این عکس بر روی نگاتیوی گرفته شده بود که تا ژوئن ۱۹۸۹ در دسترس نبود. دومی «زنی را نشان می‌دهد که با گاز بسته شده است، چشم‌هایش با گاز بیشتری پوشیده شده و عینک‌هایی با قاب مشکی بزرگ» و یک مسافر مرد در قطار آمتراک در کنارش است. فیلم مورد استفاده تا فوریه ۱۹۹۰ در دسترس نبود. مادر کالیکو معتقد بود که نفر اول تارا است، اما فکر کرد که دومی ممکن است فریب باشد. خواهرش اظهار داشت: «آنها شباهت خیره‌کننده و غیرآرام کننده‌ای داشتند. در مورد من، آنها را رد نمی‌کنم. اما به خاطر داشته باشید که خانواده ما مجبور شده‌اند بسیاری از عکس‌های دیگر را شناسایی کنند و همه آنها به جز این سه عکس منتفی شدند.» 

## تحولات بعدی
در سال ۱۹۹۸، کالیکو رسماً مرده اعلام شد. یک قاضی مرگ او را قتل اعلام کرد. 
در سال ۲۰۰۸، رنه ریورا، کلانتر شهرستان والنسیا، گزارش داد که اطلاعاتی دریافت کرد که دو نوجوان به طور تصادفی با یک کامیون به کالیکو ضربه زدند، وحشت کردند و متعاقباً او را کشتند. به گفته ریورا، پسرانی که کالیکو را می‌شناختند، با یک کامیون پشت سر او سوار شدند و نوعی تصادف در پی آن رخ داد. کالیکو بعداً درگذشت و مسئولین این جنایت را پنهان کردند. ریورا اظهار داشت که اسامی افراد درگیر را می‌دانست، اما بدون جسد نمی‌توانست ادعایی کند. او شواهدی را منتشر نکرد که او را به این نتیجه رساند. ناپدری کالیکو، جان دوئل، گفت که کلانتر اگر مایل به دستگیری کسی نبود نباید این اظهارات را بیان می‌کرد و برای محکومیت باید شواهد و مدارک قوی کافی باشد. 
در اکتبر ۲۰۱۳، یک کارگروه شش نفره برای بررسی مجدد ناپدید شدن کالیکو تأسیس شد. تا سال ۲۰۱۷، هیچ بازداشتی صورت نگرفته و پرونده همچنان مفتوح است.
در ۱ اکتبر ۲۰۱۹، اف‌بی‌آی اعلام کرد که آنها «برای جزئیات دقیقی که منجر به شناسایی یا مکان تارا لی کالیکو و اطلاعاتی که منجر به دستگیری و محکومیت افراد مسئول ناپدید شدن او شود، تا ۲۰۰۰۰ دلار پاداش می‌دهد.»
در سپتامبر ۲۰۲۱، کلانتر شهرستان والنسیا و پلیس ایالت نیومکزیکو بیانیه‌ای صادر کردند که سرنخ جدیدی در این پرونده دارند و تمرکز یک حکم مهر و موم شده برای یک اقامتگاه خصوصی ناشناخته واقع در شهرستان والنسیا صادر شده است. با این حال، جزئیات بیشتری ارائه نشده است.
در ۱۳ ژوئن ۲۰۲۳، اداره کلانتری شهرستان والنسیا پیشرفتی در ناپدیدشدن سال ۱۹۸۸ اعلام کرد. کلانتر دنیس ویجل و دیگر افسران اجرای قانون در یک کنفرانس مطبوعاتی در مورد پرونده کالیکو صحبت کردند. ویگیل گفت: «در حال حاضر، مجری قانون معتقد است شواهد کافی برای ارائه این تحقیقات به دفتر دادستان منطقه برای بررسی اتهامات احتمالی وجود دارد. در حال حاضر هویت و مشخصات افراد مورد نظر توسط دادگاه ممهور به مهر و موم شده است و تا زمانی که دادگاه در غیر این صورت حکمی صادر نکند، به همان صورت باقی خواهد ماند.

## همچنین ببینید
- لیست افراد ناپدیدشده